# Ересундски мост
Ересундски мост (швед. Öresundsbron, дан. Øresundsbroen, службено Øresundsbron) или Ересундска веза (швед. Öresundsförbindelsen, дан. Øresundsforbindelsen) је комбиновани мост-тунел на Ересундском мореузу који повезује градове Копенхаген у Данској и Малме у Шведској. Мост је намењен за друмски (четири траке) и железнички саобраћај (два колосека) и најдужи је комбиновани мост-тунел такве врсте у Европи. Такође, мост је најдужи мост на свету који прелази државну границу. Преко овог моста дневно пређе преко 19.000 аутомобила према подацима из 2014. године.
Кабл за пренос података такође чини мост окосницом интернет преноса података између централне Европе и Шведске. Међународна Европска рута Е20 прелази овим путем, а Ересунд линија преко железнице. Изградња фиксне везе Великог појаса (1988–1998), која повезује Селанд са Фуненом и одатле са полуострвом Јиланд и Ересундксог моста, повезана је средњ аи западна Европа са Шведском друмом и железницом.
Мост су пројектовали Јерген Нисен и Клаус Фалбе Хансен из компаније Ове Аруп и партнери, као и Нилс Гимсинг и Георг Ротн.

## Историја
Идеја о друмском повезивању Шведске и Данске је постојала већ дуго пре него што је пројектовање моста започето. Концепт моста преко Ересунда је први пут формално предложио конзорцијум инжењерских фирми 1936. године, који је предложио изградњу националне мреже аутопутева у Данској. Идеја је била одбачена током Другог светског рата, али је поново разматрана након рата, и детаљно су је изучавале разне Данско-Шведске владе током 1950-их и 1960-их. Међутим, постојало је неслагање по питању локације и прецизне форме линка, при чему су се неки залагали за најужу тачку пролаза код Хелсингборга и Хелсингера, даље на северу од Копенхагена, док су други преферирали директнију везу од Копенхагена до Малмеа. Додатно, низ регионалних и локалних интереса је налагао да други мостови и саобраћајни пројекти, као што је у то време неизграђени мост преко Великог Белта, требају да имају приоритет. Владе Данске и Шведске су коначно потписале споразум о изградњи фиксног прелаза 1973. године. Међутим, тај пројекат је поништен 1978. годиен због економске ситуације, и растуће забринутости за животну средину. Након побољшања економске ситуације током 1980-тих, интерес за пројекат је обновљен и владе су потписале нови споразум 1991. године. Цена изградње целокупне конструкције је износила око 4,15 млрд. евра. Очекује се да ће мост исплатити цену своје конструкције 2035. године.
Разматрала се и могућност да се мост изгради између Хелсингборга и Хелсингера, али је одлучено да мост повезује Малме и Копенхаген, пре свега из политичких, али и геотехничких разлога. Изградња моста почела је 1995, последњи део је уграђен 14. августа 1999. године, а мост је службено отворен 1. јула 2000. Престолонаследник Фредерик од Данске и принцеза Викторија од Шведске састали су се на пола пута преко тунела-моста 14. августа 1999. како би прославили његов завршетак. Званично посвећење је одржано 1. јула 2000. године, уз присуство краљице Маргрете II од Данске и краља Карла XVI Густава од Шведске као домаћице и домаћина церемоније. Због смрти деветоро људи, укључујући три Данаца и три Швеђана, на фестивалу у Роскилду претходне вечери, церемонија је отворена минутом ћутања. Мост-тунел је касније тог дана отворен за јавни саобраћај. Дана 12. јуна 2000, две недеље пре посвећења, 79.871 тркач се такмичио у Бролопету, полумаратону од Амагера у Данској до Сконеа у Шведској.
Упркос два застоја у распореду – открићу 16 неексплодираних бомби из Другог светског рата на морском дну и ненамерно искривљеном делу тунела – мост-тунел је завршен три месеца пре рока.
Иако је саобраћај између Данске и Шведске порастао за 61 одсто у првој години након отварања моста, ниво саобраћаја није био онолико висок колико се очекивало, можда због високих путарина. Међутим, од 2005. године, ниво саобраћаја се брзо повећао. Ово може бити због тога што Данци купују куће у Шведској да би искористили ниже цене станова у Малмеу и путују на посао у Данску. У 2012. прелазак аутомобилом коштао је DKK 310, SEK 375 или €43, уз попусте до 75% доступне редовним корисницима. У 2007. години, скоро 25 милиона људи је путовало преко Ересундског моста: 15,2 милиона аутомобилом и аутобусом и 9,6 милиона возом. До 2009. цифра је порасла на 35,6 милиона аутомобилом, аутобусом или возом.

## Техничке карактеристике
Мостовни део је укупне дужине 7.845 m што је отприлике половина удаљености данског и шведског копна. Маса мостовног дела износи 82.000 метричких тона. Највиши стуб моста висок је 204 m. Железнички колосеци се налазе испод друмских трака. Пловидбена висина моста је 57 m, али највећи део водног саобраћаја се одвија преко Ересундских врата која се налазе изнад тунела.

## Вештачко острво Пепархолм/Пеберхолм
На пола пута између два копна налази се вештачко острво које се на шведском назива Пепархолм, а на данском Пеберхолм што значи Биберно острво и чини допуну (са данским смислом за хумор) природном острву Салтхолм (Слано острво) које се налази северно од њега. Острво означава крај конструкције мостовног дела и почетак тунелског дела. Острво је дуго око 4 km, са просечном ширином од 500 m, а службено припада Данској. Острво је ненасељено и на њему се налази природни резерват.

## Дрогденски тунел
Веза између вештачког острва и најближег данског копна је Дрогденски тунел (шве. Drogdentunnelen). Тунел је дуг 4.050 m од чега се 3.510 m налази испод мора. Разлог за изградњу тунела уместо наставка постојеће мостовне конструкције била је превелика близина аеродромa Каструп у Копенхагену.

## Мостарина
Од 2011. једносмерни прелаз моста за аутомобиле кошта 43 евра. За редовне кориснике моста постоје значајни попусти до 75%. Мостарина се плаћа на шведској страни моста.

## Интензитет саобраћаја
На самом почетку саобраћај на мосту није достигао очекивани интензитет чему је у највећој мери допринела скупа мостарина. Током 2005. и 2006. саобраћај се интезивирао, делимично због свакодневнога одласка на посао одређеног броја Данаца, који из Данске у Шведску мостом редовно путују на посао.
У 2007. години мост је прешло око 25 милиона људи, од тога 15,2 милиона аутомобилима и аутобусима и 9,6 милиона железничким саобраћајем, тј. 16.800 возила и 26.600 железничких путника дневно, или 67.200 прелазака дневно.